# نیلز پیچینوت
نیلز پیچینوت (انگلیسی: Nils Pichinot؛ زادهٔ ۲۹ اوت ۱۹۸۹) بازیکن فوتبال اهل آلمان است.
از باشگاه‌هایی که در آن بازی کرده‌است می‌توان به باشگاه فوتبال سن پائولی، باشگاه فوتبال هالشر، و باشگاه فوتبال کارل زایس ینا اشاره کرد.